# Schlacht von Satala (530)
Iberischer Krieg
Thannuris – Dara – Satala – Callinicum – Martyropolis
Vandalenkrieg
Ad Decimum – Tricamarum
Gotenkrieg
1. Neapel – 1. Rom – Verona – Faventia – Mucellium – 2. Neapel – 2. Rom – 3. Rom – Sena Gallica – Busta Gallorum – Mons Lactarius – Casilinus
Eroberung von Spania
Maurenkriege
Mammes und Bourgaon – Babosis und Zerboule – Cillium – Marta – Felder von Cato
Lasischer Krieg
1. Petra – 2. Petra – 3. Petra – 1. Archäopolis – Cotais – 2. Archäopolis – Telephis–Ollaria – Onoguris (3. Archäopolis) – Phasis – Tzacher
Die Schlacht von Satala wurde zwischen den Armeen des Oströmischen Reiches und des persischen Sassanidenreiches im Sommer 530 nahe der Ortschaft Satala im oströmischen Armenien ausgetragen. Die persische Armee näherte sich der Stadt um sie zu belagern, als sie von einer kleineren oströmischen Armee in der Flanke angegriffen wurde. Die Perser wendeten, um der Gefahr zu begegnen, wurden dann aber von der in Satala befindlichen Garnison im Rücken angegriffen. Eine zielgerichtete Attacke einer oströmischen Einheit führte zum Verlust des Banners des persischen Befehlshabers, was die Perser zur Flucht veranlasste.

## Hintergrund
Im Frühling 530 endete der persische Angriff auf die römische Provinz Mesopotamia in der Niederlage in der Schlacht bei Dara. Zur selben Zeit gewannen die Perser jedoch die Oberhand im Kaukasus, nachdem sie das kaukasische Iberien unterworfen und Lasika angegriffen hatten. Der persische Schah, Kavadh I. (Regentschaft 488–531) entschloss sich, die vorteilhafte Lage auszunutzen und eine Armee in das oströmisch beherrschte Armenien zu entsenden. Für diese Aufgabe wählte er den General Mihr-Mihroe (Mermeroes).
Mihr-Mihroe begann, seine Truppen nahe der oströmischen Grenzfestung Theodosiopolis zusammenzuziehen. Prokopios von Caesarea zufolge bestand seine Armee größtenteils aus Persarmeniern und Sunitae aus dem heutigen Nordkaukasus, sowie aus 3000 Sabiren. Die oströmischen Befehlshaber waren Sittas (altgriechisch Σίττας), der gerade vom magister militum per Armeniam zum magister militum praesentalis befördert worden war, und sein Nachfolger in erstgenanntem Posten Dorotheus. Sobald diese die Nachricht von den persischen Kriegsvorbereitungen erreichte, schickten sie zwei ihrer Wachen zur Spionage ins Feindgebiet. Eine wurde gefangen genommen, aber die andere kehrte zurück und versorgte die Oströmer mit Hinweisen, so dass diese einen Angriff auf das persische Lager wagen konnten. Die persische Armee wurde unter geringen Verlusten aufgerieben, und die Oströmer kehrten, nachdem sie das Lager geplündert hatten, zu ihrem Lager zurück.

## Schlacht
Sobald Mihr-Mihroe seine gesamte Armee gemustert hatte, fiel er in oströmisches Gebiet ein. Unter Umgehung von Theodosiopolis marschierte er nach Satala und schlug in Reichweite der Mauern ein Lager auf. Die oströmischen Truppen, Prokopios zufolge etwa halb so stark wie die persischen, wichen ihm aus. Sittas besetzte die Hügel rund um die Stadt mit einigen tausend Männern, während der Großteil des oströmischen Heeres mit Dorotheus innerhalb der Wälle verblieb.
Am nächsten Tag rückten die Perser vor und begannen, die Stadt zu umschließen und eine Belagerung einzuleiten. Zu diesem Zeitpunkt stürmten Sittas und seine Männer aus den Hügeln hervor. Die Perser, die Sittas und seine Männer wegen der großen Menge aufgewirbelten Staubs irrtümlich für die oströmische Hauptstreitmacht hielten, sammelten sich schnell und schwenkten den Angreifern entgegen. Dorotheus befahl dann seinen Männern, die neue persische Flanke anzugreifen. Trotz ihrer schlechten taktischen Situation leistete die persische Armee wegen ihrer zahlenmäßigen Überlegenheit weiter Widerstand. Dann aber griff ein oströmischer Hauptmann, Florentius der Thraker, mit seiner Einheit das persische Zentrum an und schaffte es, die Standarte des Mihr-Mihroe zu erobern. Obwohl er wenig später getötet wurde, verursachte der Verlust des Banners laut des antiken Berichterstatters Prokopios von Caesarea große Panik in den persischen Reihen. Die persische Armee zog sich in ihr Lager zurück.

## Nachspiel
Am nächsten Tag zog sich die persische Armee nach Persarmenien (Nor-Shirakan) zurück, ungestört von den Oströmern, die mit ihrem Sieg über die zahlenmäßig weit überlegene Armee zufrieden waren. Dieser Sieg war ein großer Erfolg für das Oströmische Reich und verursachte den Wechsel einiger armenischer Adeliger auf die Seite des Reiches (z. B. den der Brüder Narses, Aratius und Isaac). Außerdem gelang es den Oströmern in der Folge, einige wichtige Festungen wie Bolum und Pharangium einzunehmen. Verhandlungen zwischen Persien und dem Oströmischen Reich wurden kurz nach der Schlacht wiederaufgenommen, brachten aber kein Ergebnis, und im Frühling 531 flammte der Krieg mit einer neuen persischen Kampagne, die zur Schlacht von Callinicum führte, wieder auf.